# Bowie shakeit
Espèce
Bowie shakeit est une espèce d'araignées aranéomorphes de la famille des Ctenidae.

## Distribution
Cette espèce est endémique du Sabah en Malaisie,. Elle se rencontre vers le bassin de Maliau et Tawau.

## Description
La carapace du mâle holotype mesure 8,0 mm de long sur 6,0 mm et l'abdomen 5,6 mm de long sur 3,8 mm et la carapace de la femelle paratype mesure 8,9 mm de long sur 6,6 mm et l'abdomen 8,9 mm de long sur 6,5 mm.
Le mâle décrit par Omelko et Fomichev en 2024 mesure 16,20 mm et la femelle 13,99 mm.

## Systématique et taxinomie
Cette espèce a été décrite par Jäger en 2022.

## Étymologie
Son nom d'espèce lui a été donné en référence à Shake It, la chanson de David Bowie.

## Publication originale
- Jäger, 2022 : « Bowie gen. nov., a diverse lineage of ground-dwelling spiders occurring from the Himalayas to Papua New Guinea and northern Australia (Araneae: Ctenidae: Cteninae). » Zootaxa, no 5170(1), p. 1-200.